# انتخابات ولاية سيلانجور لعام 2018
أُجريت انتخابات ولاية سيلانجور الرابعة عشرة في 9 مايو 2018 لانتخاب أعضاء مجلس الولاية في الجمعية التشريعية الرابعة عشرة لولاية سيلانجور، الهيئة التشريعية لولاية سيلانجور الماليزية.
تم حل الجمعية التشريعية لولاية سيلانجور في حفل بسيط في 9 أبريل 2018 من قبل شرف الدين من سيلانجور. بدلاً من ذلك، سيتم حل المجلس التشريعي تلقائيًا في 21 يونيو 2018، الذكرى الخامسة للجلسة الأولى، ويجب إجراء الانتخابات في غضون ستين يومًا (شهرين) من الحل (في أو قبل 21 أغسطس 2018، على أن يتم تحديد التاريخ من قبل لجنة الانتخابات في ماليزيا)، إذا لم يتم حلها قبل ذلك التاريخ من قبل رئيس الدولة، سلطان سيلانجور بناءً على نصيحة رئيس الحكومة، مينتيري بيسار من سيلانجور.
تم إجراء الانتخابات من قبل لجنة الانتخابات الماليزية واستخدمت نظام First-Past-the-Post. تم تسمية المرشحين للانتخابات في 28 أبريل. في 9 مايو بين الساعة 8:00 صباحًا. و 5.00 مساءً بالتوقيت الماليزي (UTC + 8)، تم إجراء الاقتراع في جميع دوائر الولاية البالغ عددها 56 دائرة في جميع أنحاء سيلانجور ؛ تنتخب كل دائرة انتخابية عضو مجلس ولاية واحد للهيئة التشريعية للولاية. فاز حزب باكاتان هارابان الحالي بأغلبية ساحقة من 51 مقعدًا وتمكن من تشكيل حكومة، وضمن فترة ولاية ثالثة. وفاز حزب باريسان الوطني المعارض بأربعة مقاعد بينما فاز جاجاسان سيجاهتيرا بمقعد واحد. عاد Azmin Ali بصفته Menteri Besar في Selangor قبل أن يترك منصبه بعد أكثر من شهر بقليل لتولي منصب في مجلس الوزراء الماليزي كوزير للشؤون الاقتصادية. خلفه أمير الدين شاري في منصب Menteri Besar السادس عشر من ولاية سيلانجور وأدى اليمين في 19 يونيو 2018.

## خلفية
انتخابات الولاية هي انتخابات الولاية الرابعة عشرة في سيلانجور منذ استقلال مالايا (ماليزيا الآن) في عام 1957. سيسعى حزب باكاتان هارابان الحاكم (PH) لتأمين فترة ولايته الثالثة على التوالي منذ عام 2008. وفقًا لقوانين دستور سيلانجور 1959، المدة القصوى للجمعية التشريعية لولاية سيلانجور، الهيئة التشريعية في سيلانجور، هي خمس سنوات من تاريخ أول جلسة للجمعية بعد انتخابات الولاية، وبعد ذلك يتم حلها بموجب القانون. كان سيتم حل الجمعية تلقائيًا في 21 يونيو 2018، الذكرى الخامسة لانعقاد جلستها الأولى في 21 يونيو 2013.

### النظام الانتخابي
ستنتخب كل دائرة انتخابية في ولاية سيلانجور عضوًا واحدًا في الجمعية التشريعية لولاية سيلانجور باستخدام نظام التصويت الأول. إذا حصل حزب واحد على أغلبية المقاعد، فيحق لهذا الحزب تشكيل حكومة الولاية، على أن يكون زعيمها مينتي بيسار. إذا أسفرت الانتخابات عن عدم حصول حزب واحد على أغلبية، فهناك مجلس معلق، سيتم حله بموجب الامتياز الملكي للسلطان.
تم تقديم إعادة تقسيم الحدود الانتخابية للبلاد بأكملها إلى ديوان راكيات وتمريرها، وتم نشرها لاحقًا في 29 مارس 2018 بعد الحصول على الموافقة الملكية من يانغ دي بيرتوان أغونغ قبل الانتخابات العامة الرابعة عشرة. يتم إجراء الانتخابات من قبل لجنة الانتخابات في ماليزيا (EC)، والتي تخضع لسلطة إدارة رئيس الوزراء.

### أهلية التصويت
للتصويت في انتخابات الولاية، يجب أن يكون المرء:
- مسجل في السجل الانتخابي كناخب في الدائرة الانتخابية التي يقيم فيها ؛
- يبلغ من العمر 21 عامًا أو أكثر في تاريخ التسجيل ؛
- مقيم في الدائرة الانتخابية، أو ناخب غائب إذا لم يكن كذلك ؛
- غير غير مؤهل بموجب أي قانون يتعلق بالجرائم المرتكبة فيما يتعلق بالانتخابات.

### الانقسامات الانتخابية
تم التنافس على جميع الدوائر الانتخابية الـ 56 داخل سيلانجور، والتي تشكل الجمعية التشريعية لولاية سيلانجور، خلال الانتخابات.

الدوائر الانتخابية في الجمعية التشريعية لولاية سيلانجور منذ عام 2018

## الجدول الزمني
التواريخ الرئيسية مذكورة أدناه بتوقيت ماليزيا القياسي ( GMT + 8 ):
| 28 مارس  | قدم رئيس الوزراء نجيب رزاق تقرير إعادة تحديد لجنة الانتخابات في ديوان ركيات. |
| 6 أبريل  | أعلن نجيب رزاق عزمه حل البرلمان الماليزي بموافقة السلطان محمد الخامس، حاكم ماليزيا. |
| 6 أبريل  | صرح منتيري بيسار أزمين علي أنه سيسعى للقاء سلطان شرف الدين إدريس شاه حاكم سيلانجور للحصول على موافقته على حل الجمعية التشريعية لولاية سيلانجور. |
| 7 أبريل  | الحل الرسمي للبرلمان. |
| 9 أبريل  | أقيم حفل بسيط لحل الجمعية التشريعية لولاية سيلانجور في Balai Dewan Diraja، Istana Alam Shah. حضر الحفل سلطان سيلانجور، سلطان شرف الدين إدريس شاه، رجا مودا سيلانجور (ولي العهد)، تنكو أمير شاه، مينتري بيسار من سيلانجور، أزمين علي، رئيس الجمعية التشريعية لولاية سيلانجور، هانا يوه وأعضاء مجلس سيلانجور في الديوان الملكي. |
| 10 أبريل | أعلن رئيس مفوضية الانتخابات هاشم عبد الله أن الانتخابات العامة ستجرى في 9 مايو 2018. |
| 28 أبريل | تبدأ عملية ترشيح المرشحين للانتخابات العامة، والموعد النهائي (العاشرة صباحًا) لتسليم أوراق ترشيح المرشحين. |
| 28 أبريل | تبدأ فترة الحملة الرسمية التي تبلغ 11 يومًا. |
| 5 مايو   | يبدأ التصويت المبكر. |
| 9 مايو   | يوم الإقتراع. |
| 10 مايو  | تم الإعلان عن نتيجة الانتخابات في الصباح الباكر من قبل لجنة الانتخابات الماليزية مع فوز باكاتان هارابان (PH) بـ 51 من أصل 56 مقعدًا في سيلانجور. يسعى زعيم PH في سيلانجور Azmin Ali إلى مقابلة السلطان شرف الدين إدريس شاه لإبلاغه بالنتيجة. السلطان يعين عزمين علي مديرا بيسار.                                               |
| 11 مايو  | أقيم عزمين علي اليمين في حفل عودة مينتي بيسار من سيلانجور، في Balairung Seri، Istana Alam Shah. |
| 14 مايو  | أقيم حفل أداء اليمين للأعضاء الجدد في المجلس التنفيذي لولاية سيلانجور في باليرونج سيري، إيستانا علم شاه. |

## المتنافسون
قرر الحزب الحالي، باكاتان هارابان، التنافس على جميع المقاعد الـ 56 في سيلانجور. أعرب حزب السكان الأصليين المتحد الماليزي (بيرساتو) عن رغبته في التنافس على المقاعد الـ 12 التي فاز بها باريسان ناسيونال في الانتخابات العامة الأخيرة. من المقرر أن يتنافس حزب الثقة الوطني (أمانة) على 15 مقعدًا يحتلها الحزب الإسلامي الماليزي (PAS) في الانتخابات العامة الأخيرة. سيضع باكاتان هارابان اللمسات الأخيرة على المقاعد الـ 21 المتبقية قبل 23 فبراير 2018. في 8 مارس 2018، أنهى Pakatan Harapan بنجاح 50 مقعدًا. لا يزال يتعين على باكاتان هارابان الانتهاء من 6 مقاعد. المقاعد هي Sungai Panjang و Sungai Burong و Lembah Jaya و Dusun Tua و Seri Serdang و Kota Damansara.
ومن المقرر أيضًا أن يتنافس حزب باريسان الوطني المعارض (BN) على جميع المقاعد الـ 56 في الجمعية التشريعية لولاية سيلانجور. من المقرر أن تتنافس المنظمة الوطنية الماليزية المتحدة (UMNO) التابعة لحزب Barisan Nasional (BN) على التنافس على حصة كبيرة من مقاعد Barisan Nasional (BN). صرح Gagasan Sejahtera أيضًا أنهم سيتنافسون على جميع المقاعد الـ 56 في سيلانجور. الحزب الإسلامي لعموم ماليزيا و(PAS) تنافس على 42 مقعدا،  في حين أن حزب Sosialis ماليزيا (PSM) سيخوض 5 مقاعد في Semenyih، بوكيت Lanjan، كوتا دامانسارا، بيلابوهان كلانج ومودا لانكا.

### الأحزاب السياسية
| الائتلاف | الائتلاف                                                                       | الائتلاف | أطراف أخرى                                                                                           |
| مايجب في الوضع الراهن | معارضة                                                                         | معارضة | أطراف أخرى                                                                                           |
| --- | ------------------------------------------------------------------------------ | --- | --- |
| </img> باكاتان هارابان (PH) | </img> Gagasan Sejahtera (GS)                                                  | باريسان ناسيونال (بن) | - </img> Parti Rakyat Malaysia (PRM) - </img> Parti Sosialis Malaysia (PSM) - حزب الشعب البديل (PAP) |
| - </img> حزب العدالة الشعبية (PKR) - </img> حزب العمل الديمقراطي (DAP) - </img> حزب الثقة الوطني (أمانة) - حزب السكان الأصليين الماليزي المتحد (بيرساتو) | - </img> الحزب الإسلامي الماليزي (PAS) - حزب التحالف الوطني الماليزي (إيكاتان) | - </img> المنظمة الوطنية الماليزية المتحدة (UMNO) - </img> الرابطة الماليزية الصينية (MCA) - بارتي جيراكان راكيات ماليزيا (جيراكان) - </img> الكونجرس الماليزي الهندي (MIC) | - </img> Parti Rakyat Malaysia (PRM) - </img> Parti Sosialis Malaysia (PSM) - حزب الشعب البديل (PAP) |

## البيانات
أطلقت عدة أحزاب بيانات محددة لسيلانجور قبل انتخابات الولاية.

### باريسان ناسيونال
تطلق Barisan Nasional بياناتها في 8 أبريل 2018. باستخدام الموضوع، سيلانجور أفضل. يقينلة. بن ليبيه بيك! (الإنجليزية: سيلانجور أفضل. اطمئن، لا تشغل بالك. BN أفضل! )، تتكون البيانات من 10 برامج، تحتوي على 100 مبادرة تركز على تحسين أوضاع السيلانجوريين.
| #  | البرامج                                        | المبادرات |
| -- | ---------------------------------------------- | --- |
| 1  | خدمة عامة عالية الأداء                         | - مركز التحول الحضري (UTC) في جميع المناطق - تتحمل الحكومة ضريبة السلع والخدمات (GST) في القطاع الحكومي بالكامل - إعادة مواءمة اتجاه الشركة التابعة للدولة - تمكين هيئة المحاكم الشرعية للدولة - أعضاء السلطات المحلية الشباب - تم ترقية مجلس مقاطعة كوالا لانغات (MDKL) ومجلس مقاطعة كوالا سيلانجور (MDKS) إلى مجالس بلدية - مجلس بلدية كلانج (MPK) مقسم إلى MPK الشمال و MPK الجنوب. - لوحة النزاهة الخاصة لمراقبة الحكومة والادارة - تعديل قوانين الدولة والسلطات المحلية - توازن تكوين العرق لموظفي الخدمة المدنية وتأكد من كفاءة الموظفين المتعاقدين في الخدمة الثابتة                        |
| 2  | اقتصاد مزدهر ومستدام ومبتكر                    | - إنشاء مركز تحويل ريادة الأعمال - حوافز صندوقية خاصة لإنشاء متجر مجتمعي - رسم رمزي 1 رينجيت ماليزي عند التقدم بطلب للحصول على تراخيص الباعة المتجولين وصغار التجار - صندوق خاص للمساعدات الرأسمالية للمشاريع الصغيرة - تطوير الساحل الغربي وشمال وجنوب سيلانجور - إنشاء منطقة سوق حرة رقمية - سيلانجور كمركز لوجستي كمصدر اقتصادي جديد - مراكز الصناعات الصغيرة والمتوسطة المتكاملة (IKS) في المناطق الريفية - تحويل المناطق الصناعية و IKS والمواقع السياحية - فرض أقساط تحت قيمة الأرض في برنامج تحويل الشركات غير الشرعية من الزراعة إلى الصناعة - صندوق خاص لبرنامج الأمن الغذائي في سيلانجور |
| 3  | سكن مزدهر وبأسعار معقولة                       | - يتم تأجير منازل PPR (برنامج الإسكان العام) - 50000 منزل سيتم بناؤها بأسعار معقولة - برنامج إسكان خاص لمجموعة M40 - صندوق خاص لإصلاح البيوت القديمة - حافز بنسبة 10 في المائة عند شراء المنازل الأولى بأقل من 200000 رينجيت ماليزي - مهجور استرداد المشروع |
| 4  | تعليم ممتاز ونماذج يحتذى بها                   | - التعليم الابتدائي المجاني - صندوق خاص لجمعية الاباء والمعلمين - خدمات الحافلات المدرسية المجانية في منطقة PPR - حافز بقيمة 10000 رينجيت ماليزي لحاملي الدرجة الأولى - مساعدة خاصة RM2،000 لمقبلات التعليم العالي - بدل سكن خاص لمعلمي كفى (فصلي القرآن وفضوح عين) - صندوق خاص لمدرسة تحفيظ - صندوق خاص لمنازل طلاب التعليم العالي المستأجرة |
| 5  | البنى التحتية سهلة الاستخدام والمرافق الأساسية | - الانتهاء من إعادة هيكلة صناعات إمدادات المياه - تقدم 20 مترًا مكعبًا من إمدادات المياه النظيفة مجانًا شهريًا وخصومات للاستخدامات التي تقل عن 40 مترًا مكعبًا - الصندوق الخاص للتنمية ودفع فواتير الكهرباء والمياه لأماكن العبادة |
| 6  | رفاهية الشباب والمرأة والمجتمع                 | - 6000 وحدة من منازل الشباب العابر في راوانغ - ملعب شاه علم هو الملعب الرئيسي لنادي سيلانجور لكرة القدم - حكومة الولاية بوسات نجاجي (مكان لتعلم قراءة القرآن) في كل الدوائر الانتخابية بالولاية - تخفيض ضريبة الباب بنسبة 50٪ في الأراضي الزراعية والمساكن الخالية |
| 7  | وسائل نقل عام فعالة وبأسعار معقولة             | - محور نقل متكامل في شاه علم - إنشاء محور ميناء بري - تمويل أجرة الحافلات المدرسية الخاصة للأسر B40 - صندوق خاص للحصول على رخصة دراجة نارية - حلبة سباق الدراجات النارية في كل دوائر الولاية - تحسين خدمة الحافلات المجانية للمواطن - مخطط مساعدات بقيمة 1000 رينجيت ماليزي للحصول على تراخيص المركبات الثقيلة |
| 8  | أمن وسلامة الجمهور                             | - زيادة الدوائر التلفزيونية المغلقة في المناطق عالية الخطورة - صندوق خاص بأمن القرى والقرى التقليدية - إضافة مرافق إنارة الشوارع - مراقبة وإنفاذ القوانين للعمال الأجانب - صندوق خاص لإنشاء مخفر أمن في المناطق السكنية |
| 9  | جودة الصحة والبيئة المستدامة                   | - سيارات الإسعاف في دوائر كل ولاية - مركز غسيل كلى مجاني في كل دوائر الولاية - صندوق خاص لمكافحة حمى الضنك - دفع 20 سنتًا للأشخاص الذين أحضروا أكياسًا بلاستيكية خاصة بهم إلى المتاجر التي تشحن الأكياس البلاستيكية - مركز الاستشارة في كل دوائر الدولة |
| 10 | رفاهية وجودة الحياة في المجتمعات الريفية       | - صندوق خاص لصيانة المساكن منخفضة التكلفة من قبل هيئة الإدارة المشتركة (JMB) - إلغاء الاستدعاءات / المركبات المعلقة للباعة المتجولين / التاجر الصغير والمخالفات المرورية - حضانات ورياض أطفال في كل منطقة سكنية منخفضة / متوسطة التكلفة - زيادة كمية Kedai Rakyat 1Malaysia 2.0 |

### Gagasan Sejahtera
أطلق Gagasan Sejahtera بياناته في 29 مارس 2018. يستخدمون موضوع Selangor Sejahtera (بالإنجليزية: Prosperous Selangor ) في بياناتهم. وهي تتألف من 10 نوى تركز على تشكيل حكومة وإدارة تتبع مبادئ الألوهية والمساءلة والكفاءة في خلق بيئة سلمية للدولة متعددة الأعراق والأديان.
| #  | النوى                  | |
| -- | ---------------------- | --- |
| 1  | حكومة مزدهرة           | - تقاسم الازدهار الاقتصادي مع الشعب من خلال مواصلة وتحسين برامج الرفاهية من قبل حكومة الولاية الحالية - يلتزم بمبدأ العدل والنزاهة والفضيلة والكفاءة والشفافية على أساس الحفاظ على الدين والحياة والمال والفكر والوراثة. - قادة مهتمون وكفوءون وخالون من الفساد - ثقافة سياسية ناضجة ومزدهرة |
| 2  | الرفاه الديني والثقافي | - تقدير سياسة الثقافة الوطنية التي تضع الإسلام كأساس للوحدة العرقية والانسجام - حوافز لمسؤولي إدارة دور العبادة من المسلمين وغير المسلمين |
| 3  | رفاهية الدخل           | - مساعدات غذائية أساسية للفئات المستهدفة على أساس شهري - التوسع في الاقتصاد الرقمي من خلال توفير المحاور والبنى التحتية |
| 4  | رعاية التعليم          | - حوافز جمعية الآباء والمعلمين على أساس سنوي - التعليم المجاني للمدارس الحكومية المملوكة للدولة - أكاديمية ما بعد التخرج (SPM) - إنشاء مخطط لمعلمي حكومة الولاية وموظفي المدارس - المساعدة في دفع أجور الحافلة المدرسية                                                                      |
| 5  | ازدهار الشباب          | - أكاديمية تدريب الشباب لصقل المهارات في الصناعة المستقبلية - إنشاء ساحة ريادة الأعمال - حوافز للتطوع ونوادي رعاية الشباب - حوافز برنامج اللياقة البدنية والترفيه للشباب - تطوير بنية تحتية رياضية كاملة                                                                                     |
| 6  | ازدهار المرأة والعائلة | - 150 رينغيت ماليزي حوافز لصحة المرأة وأناقتها - حوافز بقيمة 500 رينغيت ماليزي للمرأة التي أنجبت - خدمة المساعدة والإرشاد لتحقيق الانسجام في الزواج ورفاهية الأسرة - مساعدة الأمهات العازبات                                                                                                 |
| 7  | الصحة وأمبير؛ رفاهية   | - نظام الحماية التكافلية (التأمين) لسكان سيلانجوريين - تعزيز أسلوب حياة صحي - حافز RM200 للأشخاص الذين تزيد أعمارهم عن 40 عامًا والذين يخضعون للفحص الصحي - خدمة نقل المعوقين وكبار السن إلى المستشفيات                                                                                       |
| 8  | ازدهار اقتصاد المزرعة  | - حوافز قائمة على الإنتاجية للمزارعين والمربين والصيادين - تقديم منح رأسمالية أولية بقيمة 10 ملايين رينجيت ماليزي إلى 500 مزارع شاب - شبكة تسويق رقمية للمنتجات الزراعية والثروة الحيوانية والسمكية                                                                                          |
| 9  | الرفاهية السكنية       | - إنشاء الإيجار لامتلاك منزل سيلانجور المزدهر - برنامج دعم المجتمع المحلي |
| 10 | الازدهار البيئي        | - حوافز لمصادر الطاقة الجديدة والتكنولوجيا الخضراء - الحفاظ على النهر الطبيعي |

### بارتي راكيات ماليزيا
تنشر Parti Rakyat Malaysia بيانها الرسمي على مدونتها في 30 أبريل 2018.
بيان
1. السلام والوئام
2. تقليل الاعتماد على العمالة الأجنبية
3. إعادة انتخابات الحكومة المحلية التي تنطوي على مشاركة المرشحين المحليين
4. الفرص الاقتصادية
5. بيئة
6. السكن بأسعار معقولة
7. المشاركة في تحسين الأمن ومجتمع أفضل
8. تحسين التنافسية بين الشباب
9. تشجيع مشاركة الشباب في الزراعة والأعمال الزراعية
10. صياغة سياسة عمل شاملة لضمان قيام القطاعات الخاصة بتعيين موظفين دائمين بدلاً من الموظفين المتعاقدين

### حزب البديل الشعبي
حزب الشعب البديل لديه مرشحان فقط يتنافسان في سيلانجور. صرح أحد المرشحين، رئيس فرع سيلانجور، هاري أرول كريشنان، أنه سيحل مشكلة شهادة الميلاد وبطاقات الهوية لعديمي الجنسية وسيطلق برامج التدخل في الجريمة من بين أمور أخرى خلال إعلان بيانه في 3 مايو 2018 في Sungai Pelek.

### المرشحون المستقلون
يصدر بعض المرشحين المستقلين بياناتهم الخاصة، خاصة بمقعدهم المتنازع عليه.

#### أزمان محمد نور
تنافس أزمان على مقعد راوانغ. يتضمن بيانه:
1. دعم الاقتصاد والروحانيات وبرنامج تنمية رفاهية الشعب
2. استمرار الرعاية المنظمة والمنهجية للبنى التحتية في روانغ
3. تطوير دور العبادة
4. أسلوب حياة صحي
5. يساعد على إعادة هيكلة الشركات الصغيرة
6. الرسوم الدراسية المجانية
7. حملات النظافة
8. حملات إعادة التدوير
9. تطوير المراكز الصحية القائمة

#### أزوان علي
أزوان علي، متنازع عليه ضد أخيه الأكبر، مينتي بيسار السابق من سيلانجور، أزمين علي في مقعد بوكيت أنتارابانجسا. أعلن بيانه الرسمي في 27 أبريل 2018، متعهداً:
1. قابل الناس كل يوم للاستماع إلى مشاكلهم
2. القضاء على ثقافة الفساد في السياسة فوراً
3. حل مشاكل إمداد المياه في سيلانجور
4. توفير مساكن ميسورة التكلفة للناس
5. صدقة على الناس

#### توه سين واه
تنافس توه سين واه على مقعد سوبانج جايا. لم يعلن عن بيان محدد ولكنه يعتبر مشاركته في الانتخابات بمثابة «جلب السياسة للشعب»، بما يتعارض مع مفهوم السياسة الحصرية والمحسوبية الذي طرحه أكبر حزبين، باريسان ناسيونال وباكاتان هارابان.

## ترشيح
تم ترشيح المرشحين في العديد من مراكز الترشيح حول سيلانجور في 28 أبريل. يجب على المرشحين تسليم أوراق ترشيحهم بحلول الساعة 10 صباحًا للتأهل لخوض الانتخابات.

### مراكز الترشيح
| الدائرة            | مراكز الترشيح                                                |
| ------------------ | ------------------------------------------------------------ |
| Sungai Air Tawar   | قاعة تون رزاق، ساباك بيرنام                                  |
| سبك                | قاعة تون رزاق، ساباك بيرنام                                  |
| سونغاي بانجانغ     | قاعة Seri Bernam، Sungai Besar                               |
| سيكينشان           | قاعة Seri Bernam، Sungai Besar                               |
| هولو بيرنام        | مجمع هولو سيلانجور الرياضي صالة متعددة الأغراض               |
| كوالا كوبو باهارو  | مجمع هولو سيلانجور الرياضي صالة متعددة الأغراض               |
| باتانج كالي        | مجمع هولو سيلانجور الرياضي صالة متعددة الأغراض               |
| سونجاي بورونج      | قاعة داتو هورمات تانجونج كارانج                              |
| بيرماتانج          | قاعة داتو هورمات تانجونج كارانج                              |
| بوكيت ملاواتي      | ملعب مجمع كوالا سيلانجور الرياضي الداخلي                     |
| إجوك               | ملعب مجمع كوالا سيلانجور الرياضي الداخلي                     |
| جيرام              | ملعب مجمع كوالا سيلانجور الرياضي الداخلي                     |
| كوانغ              | بهو مكتب مجلس بلدية سيلايانغ                                 |
| راوانغ             | بهو مكتب مجلس بلدية سيلايانغ                                 |
| تامان تمبلر        | بهو مكتب مجلس بلدية سيلايانغ                                 |
| سونغاي توا         | SMK سونغاي Pusu هول، Gombak                                  |
| جومباك سيتيا       | SMK سونغاي Pusu هول، Gombak                                  |
| هولو كيلانج        | SMK سونغاي Pusu هول، Gombak                                  |
| بوكيت أنتارابانغسا | قاعة داتؤ أحمد رزالي                                         |
| لمبا جايا          | قاعة داتؤ أحمد رزالي                                         |
| باندان إنداه       | قاعة مجلس بلدية أمبانج جايا                                  |
| تيراتاي            | قاعة مجلس بلدية أمبانج جايا                                  |
| دوسون توا          | مجلس بلدية كاجانغ قاعة سيري سيمباكا                          |
| سيمنية             | مجلس بلدية كاجانغ قاعة سيري سيمباكا                          |
| كاجانغ             | منطقة هولو لانجات / مكتب أرضي قاعة دميسن الرئيسية            |
| سنغاي رامال        | منطقة هولو لانجات / مكتب أرضي قاعة دميسن الرئيسية            |
| بالاكونغ           | منطقة هولو لانجات / مكتب أرضي قاعة دميسن الرئيسية            |
| سيري كيمبانغان     | قاعة مجلس بلدية سوبانج جايا، بوتشونج إنداه                   |
| سيري سيردانج       | قاعة مجلس بلدية سوبانج جايا، بوتشونج إنداه                   |
| كينرارا            | مجمع 3K، SS13، سوبانج جايا                                   |
| سوبانج جايا        | مجمع 3K، SS13، سوبانج جايا                                   |
| سيري سيتيا         | قاعة مجلس مدينة بيتالينج جايا المدنية                        |
| تامان ميدان        | قاعة مجلس مدينة بيتالينج جايا المدنية                        |
| بوكيت غازينج       | قاعة مجلس مدينة بيتالينج جايا المدنية                        |
| كامبونج تونكو      | قاعة بوي تشاي، SRJK (C) جالان SS 2/54 بيتالينج جايا          |
| بندر أوتاما        | قاعة بوي تشاي، SRJK (C) جالان SS 2/54 بيتالينج جايا          |
| بوكيت لانجان       | قاعة بوي تشاي، SRJK (C) جالان SS 2/54 بيتالينج جايا          |
| بايا جرس           | SMK Seksyen 8 Main Hall Kota Damansara                       |
| كوتا دامانسارا     | SMK Seksyen 8 Main Hall Kota Damansara                       |
| كوتا انجريك        | ديوان بيسار تانجونج MBSA، Seksyen 19، Shah Alam              |
| باتو تيجا          | ديوان بيسار تانجونج MBSA، Seksyen 19، Shah Alam              |
| ميرو               | منطقة كلانج / قاعة مكتب أرضي متعددة الأغراض                  |
| سيمينتا            | منطقة كلانج / قاعة مكتب أرضي متعددة الأغراض                  |
| سلات كيلانج        | منطقة كلانج / قاعة مكتب أرضي متعددة الأغراض                  |
| بندر بارو كلانج    | قاعة مجمع بانداماران الرياضي، كلانج                          |
| بيلابوهان كلانج    | قاعة مجمع بانداماران الرياضي، كلانج                          |
| سينتوسا            | قاعة مجلس مدينة كيمونينج أوتاما شاه علم، Seksyen 32، شاه علم |
| سونغاي كانديس      | قاعة مجلس مدينة كيمونينج أوتاما شاه علم، Seksyen 32، شاه علم |
| كوتا كيمونينج      | قاعة مجلس مدينة كيمونينج أوتاما شاه علم، Seksyen 32، شاه علم |
| Sijangkang         | ديوان سيري جوجرا، تيلوك داتوك، بانتينج                       |
| الهراء             | ديوان سيري جوجرا، تيلوك داتوك، بانتينج                       |
| موريب              | ديوان سيري جوجرا، تيلوك داتوك، بانتينج                       |
| تانجونج سيبات      | قاعة Bandar Baru Salak Tinggi متعددة الأغراض، سيبانغ         |
| دينكيل             | قاعة Bandar Baru Salak Tinggi متعددة الأغراض، سيبانغ         |
| سونغاي بيليك       | قاعة Bandar Baru Salak Tinggi متعددة الأغراض، سيبانغ         |

## الحملة الانتخابية
في أبريل 2018، أصدر المجلس الإسلامي في سيلانجور (MAIS) وإدارة سيلانجور الإسلامية (JAIS) تعاميم بعد مرسوم شرف الدين من سيلانجور، لتذكير الجمهور بحظر استخدام المساجد كمواقع للدعاية الانتخابية.
استهدفت الحملة الانتخابية في أقصى شمال مقعد البرلمان ساباك برنام، والتي شملت مقعدي الجمعية سونغاي إير تاوار وساباك، القضايا التي يواجهها السكان المحليون، ومعظمهم من المزارعين والصيادين. في Sungai Air Tawar، خطط مرشح BN Rizam Ismail لبناء المدينة ومساعدة أصحاب المشاريع الصغيرة من خلال ترقية الأكشاك المكسورة ومنحهم التعرض للأعمال التجارية عبر الإنترنت. ساليهن موخي، عضو مجلس النواب الحالي ومرشح الخدمة العامة، اقترح أن تكون سبك مدينة زراعية لمساعدة المزارعين على تسويق منتجاتهم. استخدم مرشح آخر، صالح الدين إسكان من الجبهة الوطنية، شعار Berilmu و Berbakti و Berintegriti (بالإنجليزية: مطلع ومخلص وله مبدأ أخلاقي قوي) في حملته، وتعهد بمساعدة السكان المحليين في القضايا المتعلقة بالإسكان الميسور التكلفة وصغار مزارعي زيت النخيل. وفي الوقت نفسه، قام أحمد مستعين من PH بحملة لـ Sabak من أجل اتباع ممارسات زراعية حديثة تعطي غلات أعلى وأجور أعلى وتقليل الهجرة الحضرية.
قام جمال يونس، رئيس قسم Sungai Besar UMNO، بتنظيم حفل موسيقي وعرض جائزة نقدية بلغت 25000 رينجيت ماليزي للفائز بالسحب مقابل أصوات مرشحي Barisan National. أطلق أيضًا حملة لإلصاق ملصقات BN على المركبات مقابل 10 رينغيت ماليزي لكل منها. قدم Sekinchan DAP تقريرًا للشرطة عن الحادث، مدعيا أنه يتعارض مع قواعد الانتخابات. عبر ناخبو Sekinchan، عند إجراء المقابلات، عن تفضيلات تصويت مختلفة، صوّت البعض بناءً على المرشحين وصوت البعض بناءً على الحزب الذي وافق عليه المرشحون.
ذكر فرع سيلانجور التابع للشرطة الملكية الماليزية أنه تم تقديم 114 بلاغًا خلال الأيام العشرة من مدة الحملة.

## بندول الانتخابات
وشهدت الانتخابات العامة الرابعة عشرة 51 مقعدًا حكوميًا و 5 مقاعد غير حكومية ملأت الجمعية التشريعية لولاية سيلانجور. الجانب الحكومي لديه 21 مقعدًا آمنًا و 8 مقاعد آمنة إلى حد ما. ومع ذلك، لا يتمتع أي من الجانب غير الحكومي بمقعد آمن إلى حد ما.
| GOVERNMENT SEATS   |                                  |         |       |
| Marginal           |                                  |         |       |
| Sabak              | Ahmad Mustain Othman             | AMANAH  | 34.88 |
| Selat Klang        | Abdul Rashid Asari               | BERSATU | 35.99 |
| Morib              | Hasnul Baharuddin                | AMANAH  | 40.42 |
| Jeram              | Mohd. Shaid Rosli                | BERSATU | 40.94 |
| Pelabuhan Klang    | Azmizam Zaman Huri               | PKR     | 42.13 |
| Kuang              | Sallehuddin Amiruddin            | BERSATU | 43.67 |
| Ijok               | Dr. Idris Ahmad                  | PKR     | 45.18 |
| Permatang          | Rozana Zainal Abidin             | PKR     | 46.03 |
| Tanjong Sepat      | Borhan Aman Shah                 | PKR     | 46.30 |
| Sementa            | Dr. Daroyah Alwi                 | PKR     | 46.80 |
| Dengkil            | Adhif Syan Abdullah              | BERSATU | 48.30 |
| Bukit Melawati     | Juwairiya Zulkifli               | PKR     | 48.75 |
| Taman Templer      | Mohd. Sany Hamzan                | AMANAH  | 50.18 |
| Semenyih           | Bakhtiar Mohd. Nor               | BERSATU | 50.76 |
| Batang Kali        | Harumaini Omar                   | BERSATU | 51.08 |
| Sungai Ramal       | Mazwan Johar                     | AMANAH  | 51.31 |
| Gombak Setia       | Hilman Idham                     | PKR     | 51.37 |
| Sekinchan          | Ng Suee Lim                      | DAP     | 51.62 |
| Meru               | Mohd. Fakhrulrazi Mohd. Mokhtar  | AMANAH  | 52.04 |
| Sungai Pelek       | Ronnie Liu Tian Khiew            | DAP     | 52.55 |
| Dusun Tua          | Edry Faizal Eddy Yusof           | DAP     | 53.16 |
| Sungai Kandis      | Mat Shuhaimi Shafiei             | PKR     | 55.60 |
| Fairly safe        |                                  |         |       |
| Taman Medan        | Syamsul Firdaus Mohamed Supri    | PKR     | 57.78 |
| Kuala Kubu Baharu  | Lee Kee Hiong                    | DAP     | 57.85 |
| Batu Tiga          | Rodziah Ismail                   | PKR     | 58.24 |
| Paya Jaras         | Mohd. Khairuddin Othman          | PKR     | 58.68 |
| Kota Anggerik      | Najwan Halimi                    | PKR     | 58.82 |
| Hulu Kelang        | Saari Sungib                     | AMANAH  | 58.89 |
| Lembah Jaya        | Haniza Mohamed Talha             | PKR     | 59.60 |
| Seri Serdang       | Dr. Siti Mariah Mahmud           | AMANAH  | 59.71 |
| Safe               |                                  |         |       |
| Pandan Indah       | Ir. Izham Hashim                 | AMANAH  | 60.83 |
| Kota Damansara     | Shatiri Mansor                   | PKR     | 61.14 |
| Sungai Tua         | Amirudin Shari                   | PKR     | 61.61 |
| Seri Setia         | Prof. Dr. Shaharuddin Badaruddin | PKR     | 66.62 |
| Kota Kemuning      | Ganabatirau Veraman              | DAP     | 70.63 |
| Kajang             | Hee Loy Sian                     | DAP     | 71.59 |
| Rawang             | Chua Wei Kiat                    | PKR     | 76.91 |
| Teratai            | Lai Wai Chong                    | DAP     | 76.91 |
| Balakong           | Eddie Ng Tien Chee               | DAP     | 77.53 |
| Bukit Antarabangsa | Mohamed Azmin Ali                | PKR     | 79.64 |
| Banting            | Lau Weng San                     | DAP     | 81.81 |
| Kinrara            | Ng Sze Han                       | DAP     | 82.96 |
| Pandamaran         | Leong Tuck Chee                  | DAP     | 85.32 |
| Sentosa            | Gunarajah George                 | PKR     | 85.62 |
| Bukit Lanjan       | Elizabeth Wong Keat Ping         | DAP     | 86.40 |
| Bukit Gasing       | Rajiv Rishyakaran                | DAP     | 86.92 |
| Subang Jaya        | Michelle Ng Mei Sze              | DAP     | 88.33 |
| Kampung Tunku      | Lim Yi Wei                       | DAP     | 89.53 |
| Bandar Baru Klang  | Teng Chang Khim                  | DAP     | 89.81 |
| Bandar Utama       | Jamaliah Jamaluddin              | DAP     | 90.47 |
| Seri Kembangan     | Ean Yong Hian Wah                | DAP     | 90.79 |

| NON-GOVERNMENT SEATS |                       |      |       |
| Marginal             |                       |      |       |
| Sijangkang           | Dr. Ahmad Yunus Hairi | PAS  | 37.19 |
| Sungai Panjang       | Mohd. Imran Tamrin    | UMNO | 40.54 |
| Sungai Air Tawar     | Rizam Ismail          | UMNO | 40.71 |
| Sungai Burong        | Mohd. Shamsudin Lias  | UMNO | 42.69 |
| Hulu Bernam          | Rosni Sohar           | UMNO | 43.28 |

## نتائج
بعد إعلان جميع الدوائر الانتخابية البالغ عددها 56، كانت النتائج:
| 51 | 4  | 1 |
| PH | BN | ع |

| حزب، حفلة         | حزب، حفلة | قائد       | MLAs | MLAs    | MLAs    | الأصوات   | الأصوات | الأصوات |
| حزب، حفلة         | حزب، حفلة | قائد       |      | من الكل |         |           | من الكل |         |
| ----------------- | --------- | ---------- | ---- | ------- | ------- | --------- | ------- | ------- |
| باكاتان هارابان   |           | عزمين علي  | 51   | 91.1%   | 51 / 56 | 1,303,102 | 63.37٪  |         |
| باريسان ناسيونال  |           | نوح عمر    | 4    | 7.1%    | 4 / 56  | 450742    | 21.92٪  |         |
| Gagasan Sejahtera |           | سالين مخيي | 1    | 1.8%    | 1 / 56  | 296,250   | 14.41٪  |         |

خريطة انتخابية متحركة لسيلانجور، تصور الدوائر الانتخابية في الولاية التي حصل عليها حزب باكاتان هارابان (PH) في انتخابات 2018.
PH-controlled seats

تم إعلان نتيجة الانتخابات بعد الساعة الخامسة مساءً في 9 مايو 2018. فاز باكاتان هارابان بـ 51 مقعدًا من أصل 56 وكان يحق له تشكيل حكومة في سيلانجور.
فاز تحالف باكاتان هارابان (PH) بأفضل نتائجه الانتخابية على الإطلاق في سيلانجور واحتفظ بالسيطرة على الولاية. في الانتخابات السابقة، نجح الائتلاف غير الرسمي السابق، باكاتان راكيات، في انتزاع 29 مقعدًا فقط لتشكيل أغلبية بسيطة. هذه المرة، تمكنوا من الحصول على 51 من أصل 56 مقعدًا و 63.37٪ من الأصوات الشعبية، والتي وصفها زعيم ولاية PH عزمين علي بأنها «نتيجة استثنائية، تتجاوز توقعاتي الخاصة بـ 40 مقعدًا». حزب العدالة الشعبية (PKR) وحزب العمل الديمقراطي (DAP)، فاز اثنان من الأحزاب في الائتلاف في كل مقعد كانا يتنافسان عليهما. كان ظهور الأحزاب الجديدة، حزب السكان الأصليين المتحد الماليزي (PPBM) وحزب الثقة الوطني (أمانه) قد حقق نجاحًا استثنائيًا حيث فازا بـ 6 و 8 مقاعد على التوالي، من بين 9 و 10 مقاعد التي يتنافسون فيها.
وشهدت الانتخابات أيضًا أداءً سيئًا من جانب تحالف باريسان الوطني. لم تتمكن الأحزاب المكونة للمؤتمر الماليزي الهندي (MIC) والرابطة الماليزية الصينية (MCA) وحزب الحركة الشعبية الماليزية من انتزاع أي مقعد في الانتخابات، لكن المنظمة الوطنية الماليزية المتحدة (UMNO) تمكنت فقط من الاحتفاظ بأربعة مقاعد من أصل ثمانية مقاعد. فاز في الانتخابات السابقة. خسر Gagasan Sejahtera معظم مقاعده لصالح PH في الانتخابات وكان قادرًا على الاحتفاظ بمقعد واحد فقط، Sijangkang.
دافع آزمين علي، الرئيس الحالي مينتي بيسار من سيلانجور، عن مقعده في بوكيت أنتارابانغسا بأكثر من 79٪ من الأصوات الشعبية وبأغلبية ساحقة تبلغ 25512 صوتًا. بينما خسر زعيم جي إس سيلانجور، صالحين موخي، مقعده في سبك لصالح أحمد مستعين عثمان من أمانه بهامش ضئيل بلغ 130 صوتًا.

### ملخص
Seats
Popular votes

## ما بعد الكارثة
مع إعلان النتائج مساء 9 مايو، من المسلم به أن باكاتان هارابان قد فاز بأغلبية عظمى في ولاية سيلانجور، مما يضمن الولاية الثالثة للتحالف الذي يحكم الولاية.
سعى Azmin Ali، بصفته زعيم Pakatan Harapan من Selangor، إلى مقابلة السلطان شرف الدين إدريس شاه صباح يوم 10 مايو لإبلاغ صاحب السمو الملكي بالنتيجة. في الاجتماع، أبلغ عزمين السلطان أيضًا أن باكاتان هارابان من سيلانجور قد أعلن دعمه له ليكون العائد مينتيري بيسار. سلطان شرف الدين راضٍ عن التفسير وانتخب أزمين باعتباره Menteri Besar في Selangor. أدى اليمين في صباح يوم 11 مايو أمام السلطان، تينغكو بيرمايسوري نوراشيكين وأعضاء مجلس سيلانغور في الديوان الملكي في باليرونغ سيري، إستانا علم شاه. في 13 مايو، قدم Azmin قائمة المرشحين للمجلس التنفيذي لولاية سيلانجور إلى السلطان للنظر فيها. حاكم الولاية راض عن المرشحين وأدى اليمين في استانة علم شاه في اليوم التالي. وفي نفس الحفل ألقى السلطان شرف الدين أول خطاب له بعد الانتخابات العامة. وأعرب صاحب السمو الملكي عن خيبة أمله إزاء الانقسامات بين الملايو خلال الحملة الانتخابية وشجع الناس على لم شملهم مرة أخرى. كما ذكّر السلطان ممثلي الدولة المنتخبين بخدمة الشعب بشكل جيد وعدم توريط أنفسهم في الفساد.
في تطور حدث، تم الإعلان عن اسم مينتيري بيسار آنذاك كواحد من وزراء الحكومة الفيدرالية المشكلة حديثًا. تم تعيينه لرئاسة وزارة الشؤون الاقتصادية المنشأة حديثًا في 18 مايو 2018. وبحسب ما ورد تفاجأ بالترشيح ولم يكن على علم به إلا من وزير دولة سيلانجور، محمد. أمين أحمد أحيا. ثم يرتب لقاء مع رئيس الوزراء مهاتير محمد لمناقشة دوره في الحكومة. يسعى Azmin مرة أخرى مع سلطان سيلانجور لمناقشة الوضع لأنه لم يرغب في شغل منصب Menteri Besar ووزير الشؤون الاقتصادية في نفس الوقت. أصدر مكتب سيلانجور الملكي بعد ذلك بيانًا قال فيه إن السلطان أعطى الإذن لأزمين بالانضمام إلى الحكومة الفيدرالية وأنه سيتولى منصب مينتيري بيسار في الوقت الحالي بينما ينظر السلطان في عدة مرشحين ليحلوا محله.
في 30 مايو، أصدر المكتب الملكي في سيلانجور بيانًا أعلن فيه أن أداء اليمين في حفل مينتيري بيسار الجديد سيُقام في 19 يونيو، بعد إعلان عيد الفطر وعزمين علي عن منصبه في نفس اليوم. أمير الدين شاري، صاحب مقعد دائرة ولاية سونغاي توا وعضو في المجلس التنفيذي لولاية سيلانجور تم تعيينه باعتباره سيلانجور مينتيري بيسار الجديد من قبل السلطان. أقيم حفل اليمين الدستورية في استانا علم شاه في 19 يونيو في الموعد المحدد.